# 미카엘 뒤독 더빗
미하엘 뒤독 더빗(네덜란드어: Michaël Dudok de Wit, 1953년 7월 15일 ~ )은 네덜란드 출신으로 영국에서 활동하는 애니메이터, 영화 감독, 일러스트레이터이다. 아카데미상, 영국 아카데미상, 안시 그랑프리 수상작인 단편 〈아버지와 딸〉(2000)로 알려져 있다. 2016년에는 스튜디오 지브리와의 합작으로 장편 《붉은 거북》을 만들었다. 영국에서 미술을 공부하고, 현재는 런던에 자리잡았다.

## 연출 작품 목록
| 연도 | 제목            | 원제                   | 비고                                      |
| ---- | --------------- | ---------------------- | ----------------------------------------- |
| 1992 | 청소부 톰       | Tom Sweep              | 단편                                      |
| 1994 | 수도승과 물고기 | Le Moine et le poisson | 단편                                      |
| 2000 | 아버지와 딸     | Father and Daughter    | 단편 아카데미 단편 애니메이션 영화상 수상 |
| 2006 | 차의 향기       | The Aroma of Tea       | 단편                                      |
| 2016 | 붉은 거북       | The Red Turtle         |                                           |